# جورج مور (رجل أعمال)
جورج مور (بالإنجليزية: George Moore)‏ هو شخصية أعمال نيوزيلندي، ولد في 23 أبريل 1871 في Westland District ‏ في نيوزيلندا، وتوفي في 20 يونيو 1947.